# Cecilia Navia
Carmen Cecilia Rivera Navia (Garzón, 7 de febrero de 1980) es una actriz colombiana, conocida en el mundo artístico como Chichila Navia. Interpretó a Mechas en Oki Doki y a Victoria Eugenia Henao la esposa de Pablo Escobar en la serie de Pablo Escobar, el patrón del mal.

## Filmografía

### Televisión
| Año       | Tìtulo                              | Personaje                     |
| --------- | ----------------------------------- | ----------------------------- |
| 1986      | Pequeños Gigantes                   |                               |
| 1992      | Oki Doki                            | Mechas (Pimienta)             |
| 1999-2000 | ¿Por qué diablos?                   | Genoveva Arbeláez             |
| 2000-2001 | Alicia en el país de las mercancias | Karen Dávila                  |
| 2000-2001 | La Baby Sister                      | Pilar Guaqueta                |
| 2001      | Solterita y a la orden              | Eugenia                       |
| 2003      | Sofía dame tiempo                   | Rosa Torres                   |
| 2003-2004 | El auténtico Rodrigo Leal           | Anabel                        |
| 2004-2005 | La vuida de la mafia                | Aura Mesa                     |
| 2006-2007 | Floricienta                         | Sofía Santillán Torres-Oviedo |
| 2007-2008 | Marido a sueldo                     | Diana                         |
| 2008-2009 | El ultimo matrimonio feliz          | Ángela Murcia «Yiyi»          |
| 2009      | Bermúdez                            | Luz Adriana Giraldo           |
| 2011      | Poker                               | Lucía                         |
| 2012      | Escobar, el patrón del mal          | Patricia Urrea de Escobar     |
| 2012      | El laberinto                        | Marcela Valdés                |
| 2015      | La tusa                             | Laura Rodriguez               |
| 2018      | Garzón                              | Soledad Cifuentes Másmela     |
| 2019      | Bolívar                             | Ana Gonzáles de Cortazar      |
| 2020-2021 | Pa' quererte                        | Verónica Valencia             |
| 2021      | Chichipatos                         | Janeth                        |
| 2022      | Cochina envidia                     | Tina                          |
| 2023      | La primera vez                      | Profesora Estela Malagón      |
| 2023      | Paraíso blanco                      |                               |
| 2023      | Los Billis                          | Helena de Peláez              |

### Reality
| Año  | Título                        | Personaje    |
| ---- | ----------------------------- | ------------ |
| 2018 | MasterChef Celebrity Colombia | Participante |

### Cine
| Año  | Título     | Personaje |
| ---- | ---------- | --------- |
| 2021 | El paseo 6 | Aurora    |

## Premios y nominaciones

### Premios India Catalina
| Año  | Categoría                                                | Telenovela / Serie         | Resultado |
| ---- | -------------------------------------------------------- | -------------------------- | --------- |
| 2021 | Mejor actriz protagónica de telenovela o serie           | A la luz de la oscuridad   | Nominada  |
| 2021 | Mejor actriz de reparto de telenovela, serie o miniserie | Pa' quererte               | Ganadora  |
| 2019 | Mejor actriz de reparto de telenovela o serie            | Garzón                     | Ganadora  |
| 2013 | Mejor actriz protagónica de serie o miniserie            | Escobar, el patrón del mal | Ganadora  |
| 2009 | Mejor actriz o actor de reparto en telenovela            | El último matrimonio feliz | Nominada  |
| 2001 | Mejor actriz de reparto de telenovela o serie            | La baby sister             | Nominada  |

### Premios TVyNovelas
| Año  | Categoría                                     | Telenovela / Serie         | Resultado |
| ---- | --------------------------------------------- | -------------------------- | --------- |
| 2018 | Mejor actriz de reparto de telenovela o serie | Garzón                     | Nominada  |
| 2013 | Mejor actriz protagónica de serie             | Escobar, el patrón del mal | Nominada  |